# Den rosa pantern
Den rosa pantern (engelska The Pink Panther) är en amerikansk komedifilm från 1963 i regi av Blake Edwards med Peter Sellers, David Niven, Robert Wagner, Capucine och Claudia Cardinale i huvudrollerna. Detta är den första filmen i Rosa pantern-filmserien. I filmen introducerades den tecknade figuren Rosa pantern som är med i öppningssekvensen samt i en kort sekvens i slutet av filmen.
Filmen har av den amerikanska tv-kanalen Bravo rankats som nummer 62 av 100 i en lista över de roligaste filmerna.

## Handling
Den unga prinsessan Dala i det fiktiva landet Lugash får av sin far en gåva: Den rosa pantern – världens största diamant. Denna enorma diamant har en ovanlig defekt: tittar man djupt in i den kan man se en liten missfärgning som ser ut som en hoppande rosa panter. När kameran filmar diamanten närmare, får den rosa pantern liv och medverkar i öppningssekvensen då förtexterna visas. När Dala blivit några år äldre, tar rebeller över makten i Lugash och kräver att få diamanten, men prinsessan vägrar.
Dala (Claudia Cardinale) åker iväg till en exklusiv skidanläggning i Cortina d'Ampezzo i Italien för att kunna slappna av. Där befinner sig även den kända brittiska playboyen Sir Charles Lytton (David Niven), som lever ett dubbelliv som den ökända juveltjuven ”Fantomen”. Han har sikte på Dalas diamant Den rosa pantern. Sir Charles amerikanska brorson, playboyen George (Robert Wagner), följer efter farbrodern i hopp om att själv kunna stjäla diamanten och därefter lägga skulden på Fantomen. George vet emellertid inte att det är hans farbror som är Fantomen.
Den franska poliskommissarien Jacques Clouseau (Peter Sellers) är Fantomen på spåren. Clouseaus hustru Simone (Capucine) är – utan hans vetskap – älskarinna och medhjälpare till Sir Charles/Fantomen. Clouseau har flera gånger försökt stoppa Fantomens framfart, men på grund av sin naivitet och klumpighet har han hela tiden misslyckats. Genom hela filmen blir kommissarie Clouseau lurad av sin hustru Simone, som istället hjälper sin älskare Sir Charles samtidigt som hon försöker undvika George som blivit kär i henne.
Kommissarie Clouseau lyckas till slut fånga både Sir Charles/Fantomen och George efter en lång biljakt sedan de tillsammans försökt stjäla diamanten under en maskeradbal. Simone upptäcker senare att prinsessan Dala gömt diamanten, och hon erbjuder sig att hjälpa Dala genom att ta hand om diamanten. Simone bestämmer sig för att hjälpa Sir Charles och George från att dömas till fängelse, och istället sätta dit sin man, kommissarie Clouseau.
Under rättegången mot Sir Charles och George, blir istället Clouseau anklagad för att vara Fantomen. När den nervöse Clouseau ska ta ut sin näsduk ur fickan, följer samtidigt diamanten med ut ur fickan, ditplanterad av Simone. Kommissarie Clouseau åker in i fängelset, medan Sir Charles, George och Simone går fria, och prinsessan Dala åker tillbaka hem till sitt land.
Filmen slutar med att den tecknade figuren Rosa Pantern, utklädd till en polis, dyker upp och blir överkörd av en polisbil, varefter han visar en skylt med texten ”The End”.

## Rollista (urval)
- Peter Sellers – kommissarie Jacques Clouseau
- David Niven – Sir Charles Lytton
- Robert Wagner – George Lytton
- Capucine – Simone Clouseau
- Claudia Cardinale (Gale Garnett, röst) – Princess Dala
- Brenda De Banzie – Angela Dunning
- Colin Gordon – Tucker
- John Le Mesurier – försvarsadvokat
- James Lanphier – Saloud
- Guy Thomajan – Artoff
- Michael Trubshawe – Felix Townes
- Riccardo Billi – Aristotle Sarajos
- Meri Welles – Monica Fawn
- Martin Miller – Pierre Luigi
- Fran Jeffries – grekisk kusin

## Produktionen
Filmen var tänkt som en ”sofistikerad komedi om en charmig, urban juveltjuv, Sir Charles Lytton” (spelad av Niven). Tanken var först att kommissarie Clouseau skulle spelas av Peter Ustinov, och Clouseaus fru av Ava Gardner. Efter att Gardner hoppat av, vilket ska ha berott på att produktionsbolaget The Mirisch Company inte gick med på hennes krav, lämnade även Ustinov projektet, varpå regissör Blake Edwards valde att låta Sellers ersätta Ustinov.
Filmen spelades in i Italien, Paris och Los Angeles. De italienska scenerna äger rum i vintersportorten Cortina d'Ampezzo samt i Rom. Den avslutande biljakten – efter maskeradbalen i den romerska villan – spelades dock in på och kring Piazza della Repubblica i Rocca di Papa, en kuperat belägen småstad sydöst om Rom. Dess centralt belägna piazza består av ett torg och cirkulationsplats, där en mängd gator korsar varandra på väg upp och ner i staden. På torget står en för filmen strategiskt placerad fontän.

## Musik i filmen
Filmmusikens släpptes som album av RCA Victor och skrevs av Henry Mancini och framfördes av hans orkester. 2001 tilldelades albumet en Grammy Hall of Fame Award. 2005 hamnade albumet på plats 20 när det amerikanska filminstitutet listade 1900-talets 25 bästa filmmusikalbum.
Alla låtar är skrivna av Henry Mancini om inget annat anges.
| Sida A 1. "The Pink Panther Theme" – 2:35 2. "It Had Better Be Tonight (Meglio Stasera)" (instrumental) – 1:44 3. "Royal Blue" – 3:09 4. "Champagne and Quail" – 2:45 5. "The Village Inn" – 2:34 6. "The Tiber Twist" – 2:47 | Sida B 1. "It Had Better Be Tonight (Meglio Stasera)" (framförd av Fran Jeffries) (Henry Mancini – Johnny Mercer) – 1:56 2. "Cortina" – 1:52 3. "The Lonely Princess" – 2:25 4. "Something for Sellers" – 2:45 5. "Piano and Strings" – 2:34 6. "Shades of Sennett" – 1:22 |